# Chevrolet Cruze
Chevrolet Cruze (укр. Шевроле Круз) — сімейство автомобілів, які виробляються американською компанією Chevrolet.

## Перше покоління (2001―2008)
З 2001 по 2008 рік виготовлявся Chevrolet Cruze першого покоління, створений на основі Suzuki Ignis в рамках спільного проекту між General Motors (GM) і Suzuki.

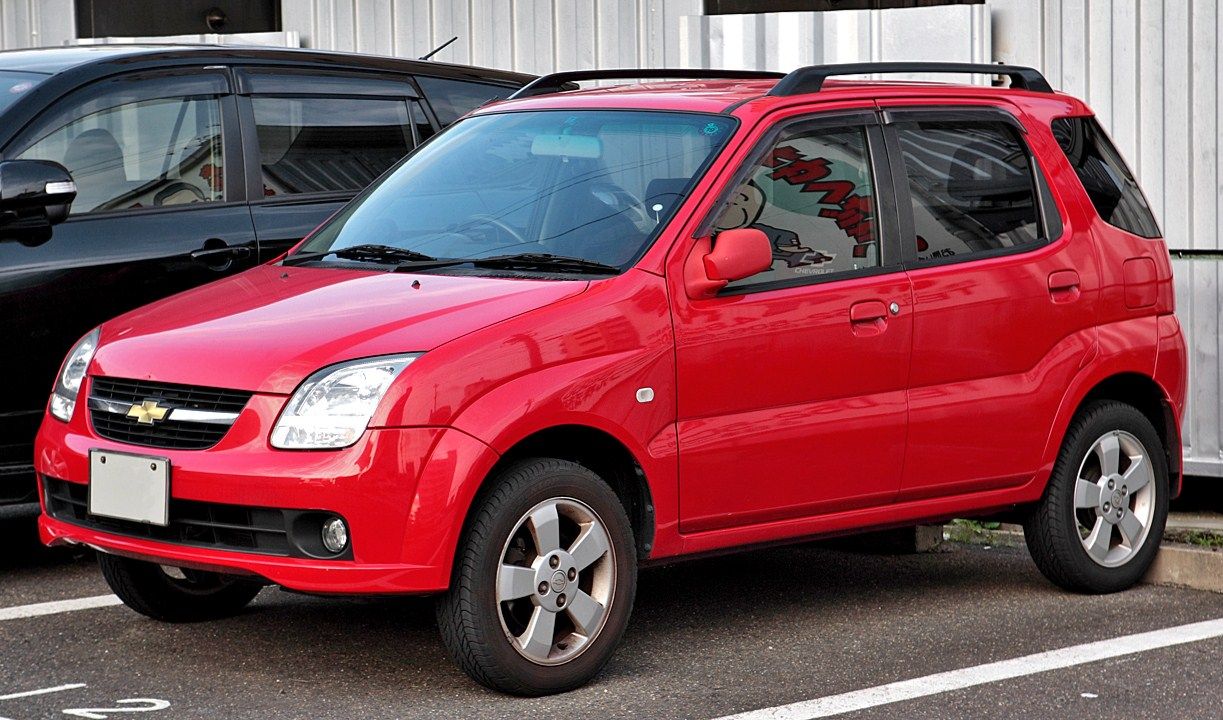
Chevrolet Cruze (2001-2008)
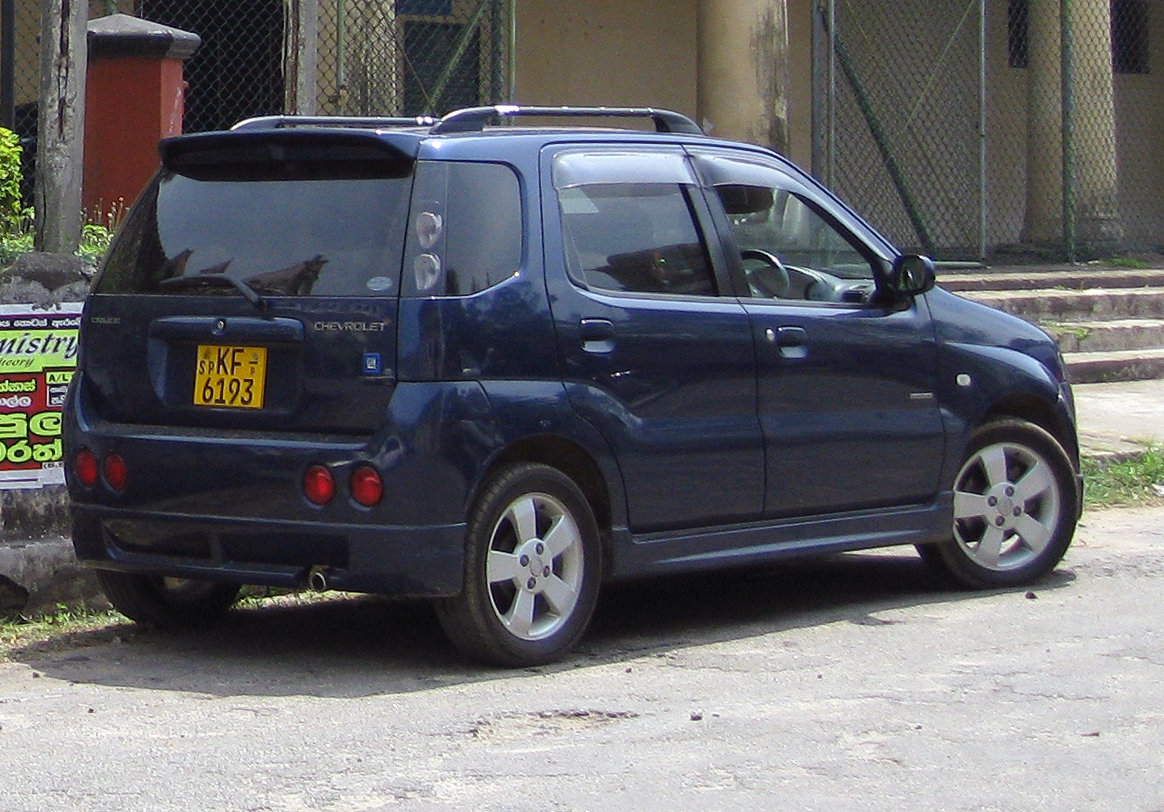
Chevrolet Cruze (2001-2008)

## Друге покоління (2008―2016)

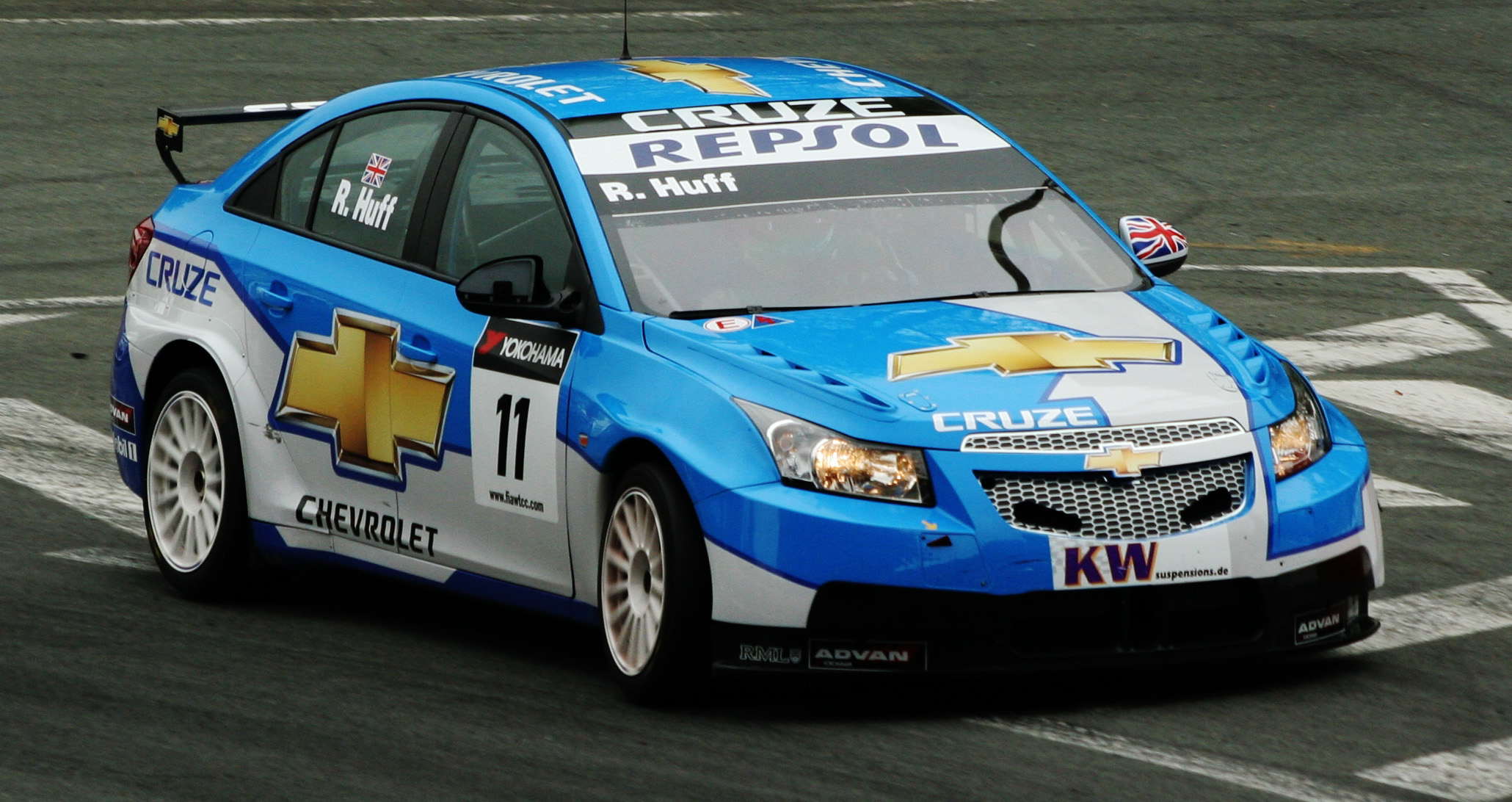
Chevrolet Cruze WTCC

Представлений у 2008 році для ринку Південної Кореї як Daewoo Lacetti Premiere, Cruze замінив собою однойменний автомобіль, що продається з 2001 року. Попереднє покоління Lacetti продавалося на ринках Азії, Європи і Океанії. GM замінив попереднє покоління на новий Cruze протягом 2009 року. Австралійська версія продається під маркою Holden Cruze з другого кварталу 2009 року. Американський Chevrolet Cobalt замінений з серпня 2010 року.
Автомобіль створений на платформі Delta II, разом з Opel Astra J.
На початку березня 2011 року на автосалоні в Женеві був показаний Chevrolet Cruze в кузові хетчбек. В кінці 2011 року почалось його виробництво.

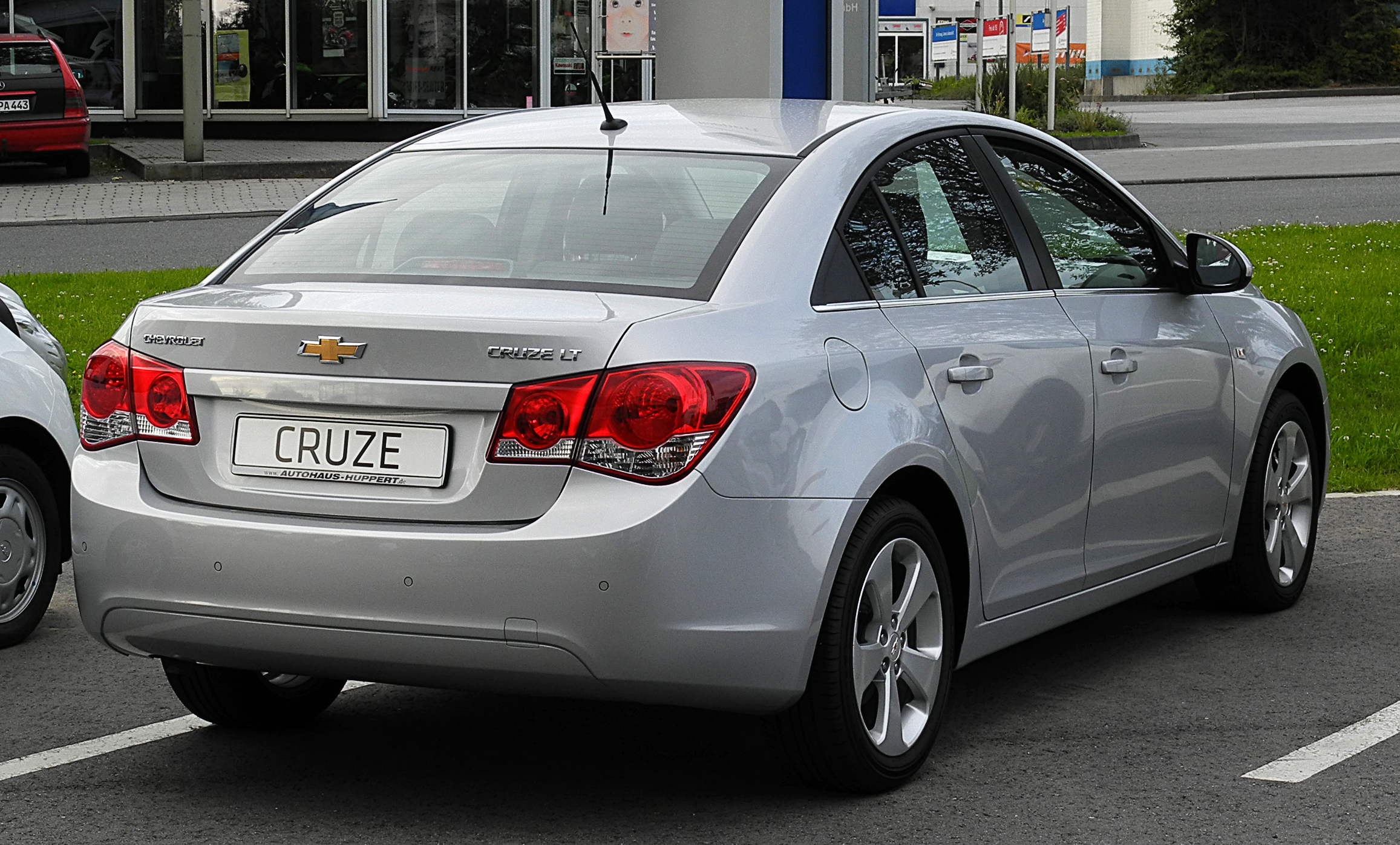
Chevrolet Cruze седан (2008–2012)
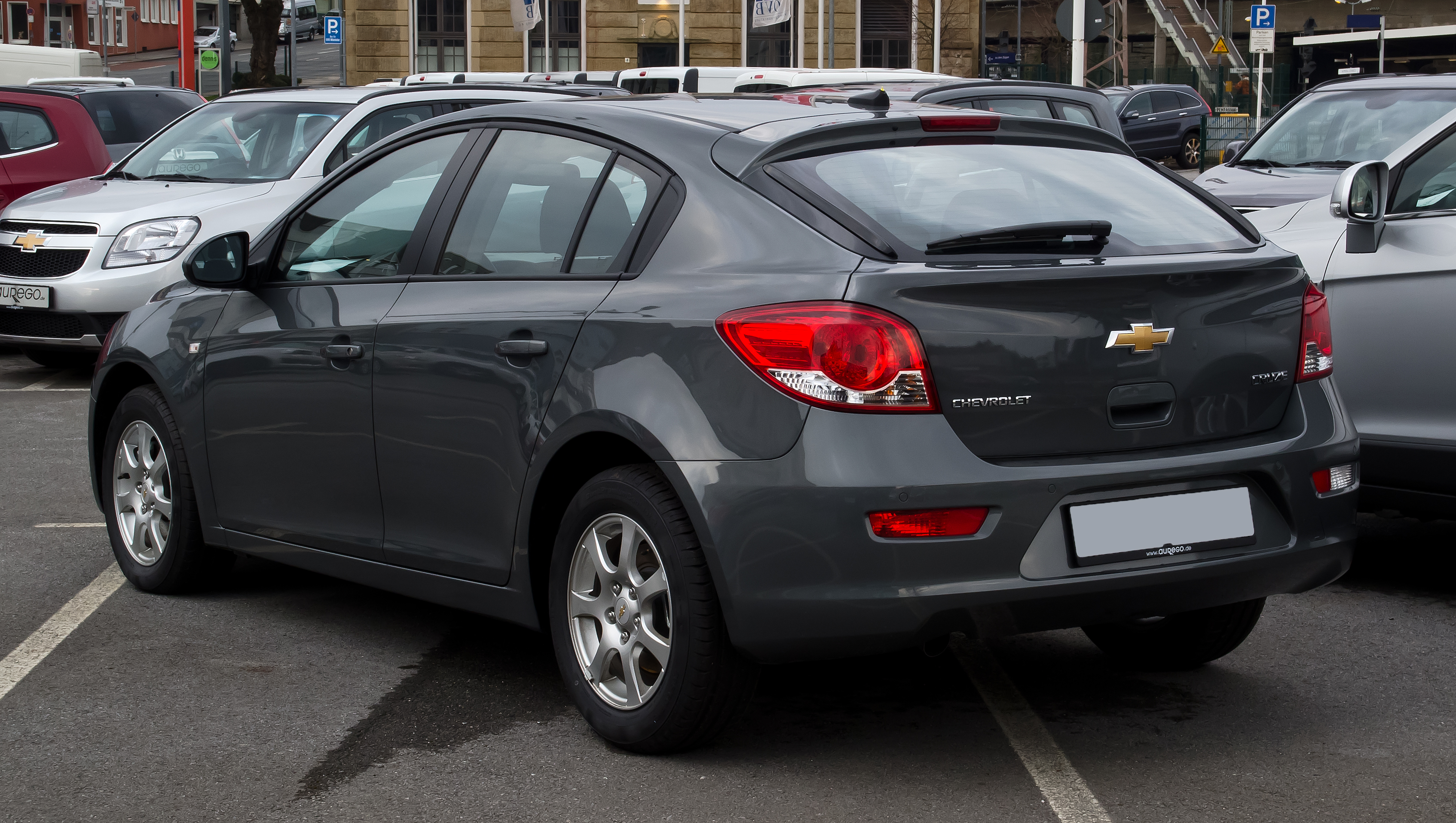
Chevrolet Cruze хетчбек (2011–2012)
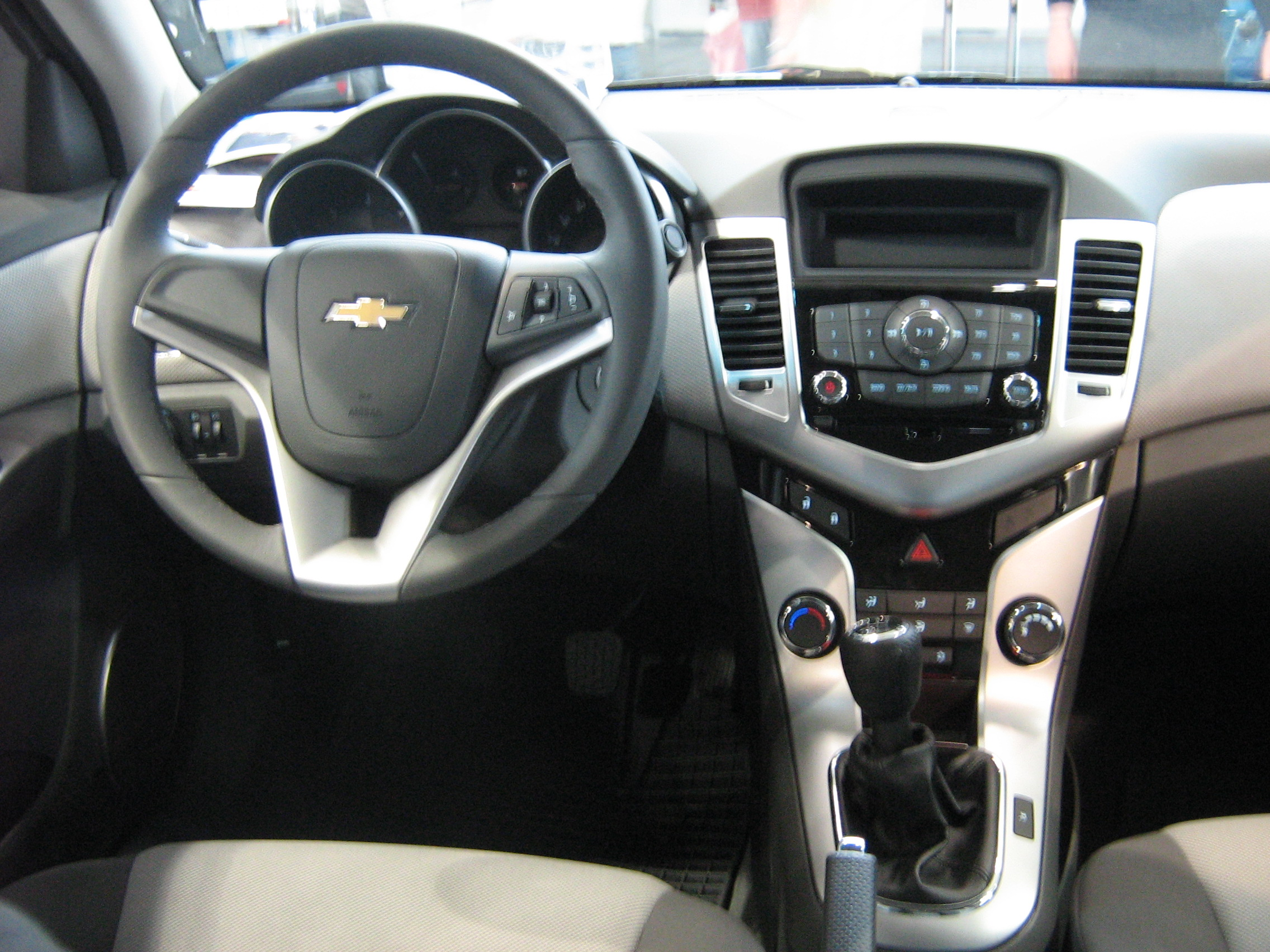
Салон

В березні 2012 році на автосалоні в Женеві був показаний Chevrolet Cruze в кузові універсал. Головною відмінною рисою універсалу є подовжений кузов з містким багажним відділенням об'ємом 500 літрів, який може бути збільшений до 1500 літрів при складених спинках задніх сидінь.
Крім того, в моторній гамі моделі з'явився новий 1,4-літровий турбований бензиновий мотор, новий 1,7-літровий дизель і модернізований 2-літровий дизельний двигун. У продаж універсал надійшов в червні 2012 року.
В вересні 2012 році все сімейство Chevrolet Cruze модернізували. Оновлення полягало в зміненій передній частині, перероблених вентиляційних отворах навколо протитуманних фар, а також незначних оновлення решітки радіатора і фар. Також були представлені нові легкосплавні диски. Також додатково стала пропонуватися розважальна система MyLink. Спочатку продажі почалися в Кореї, потім в Малайзії, а пізніше і в інших країнах.

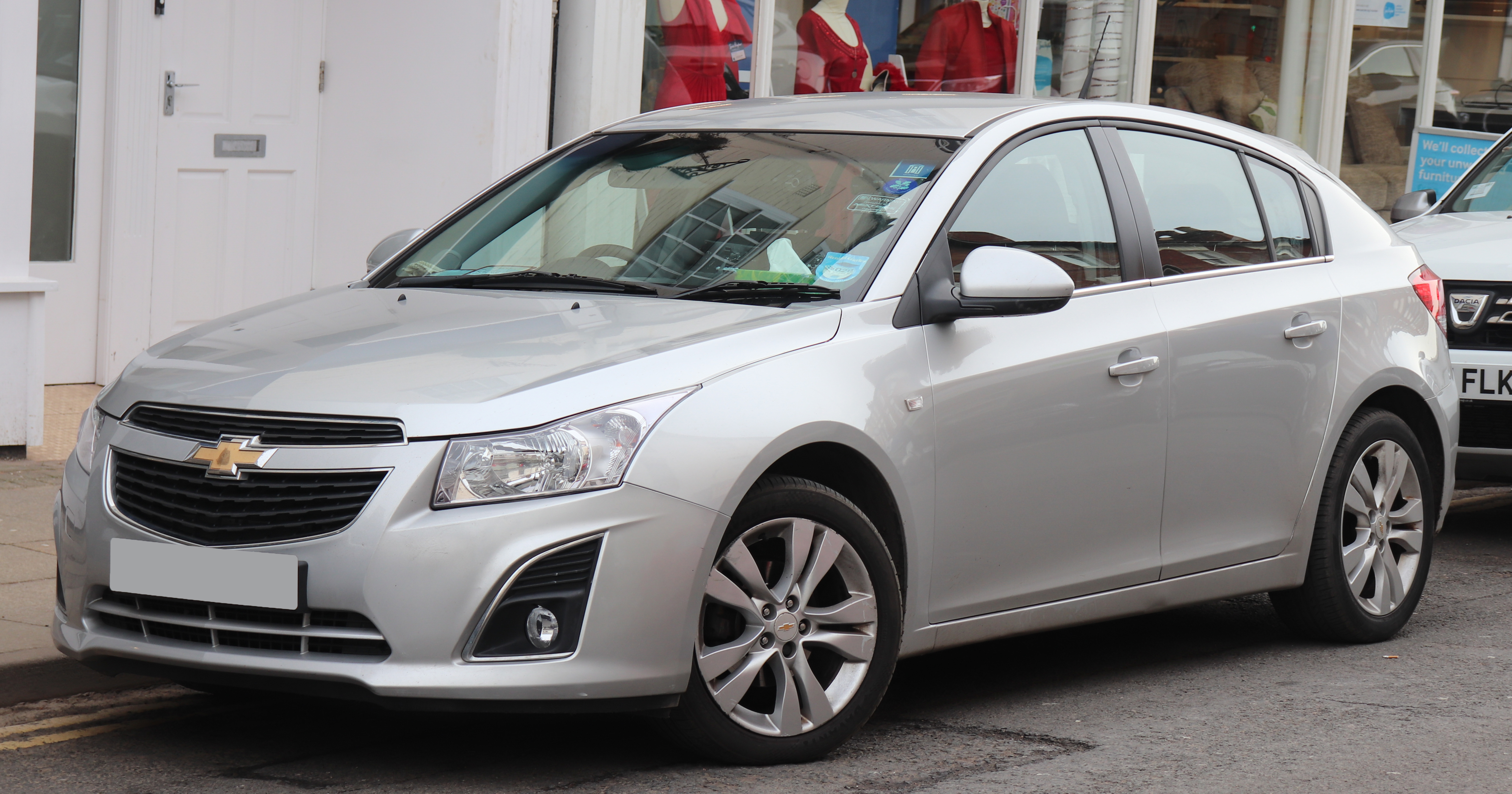
Chevrolet Cruze (2012-2014)
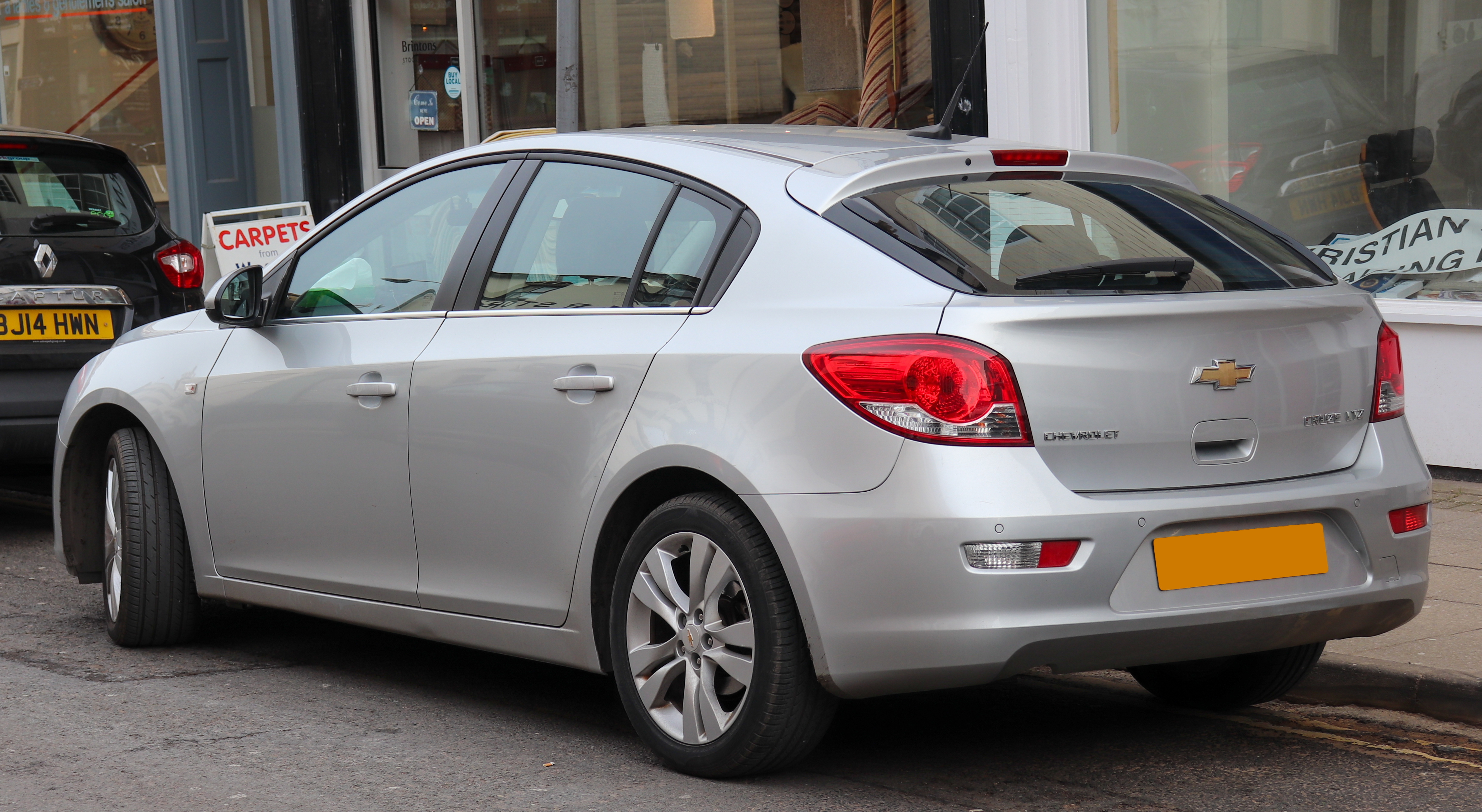
Chevrolet Cruze (2012-2014)
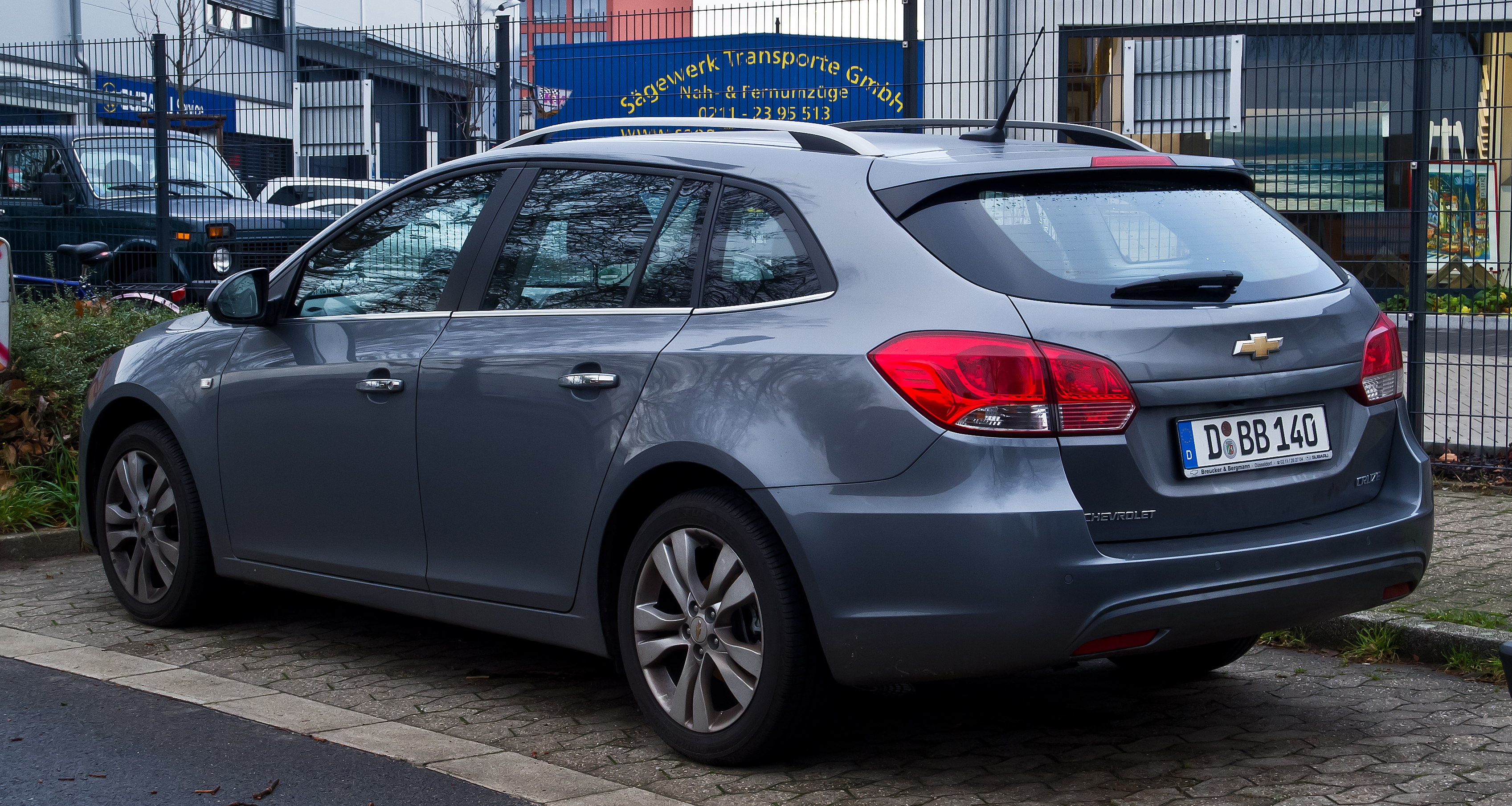
Chevrolet Cruze SW (2012-2014)

12 квітня 2014 року був показаний Cruze 2015 модельного року. Автомобіль отримав оновлену решітку радіатора більш незграбної форми, схожою з Chevrolet Malibu.

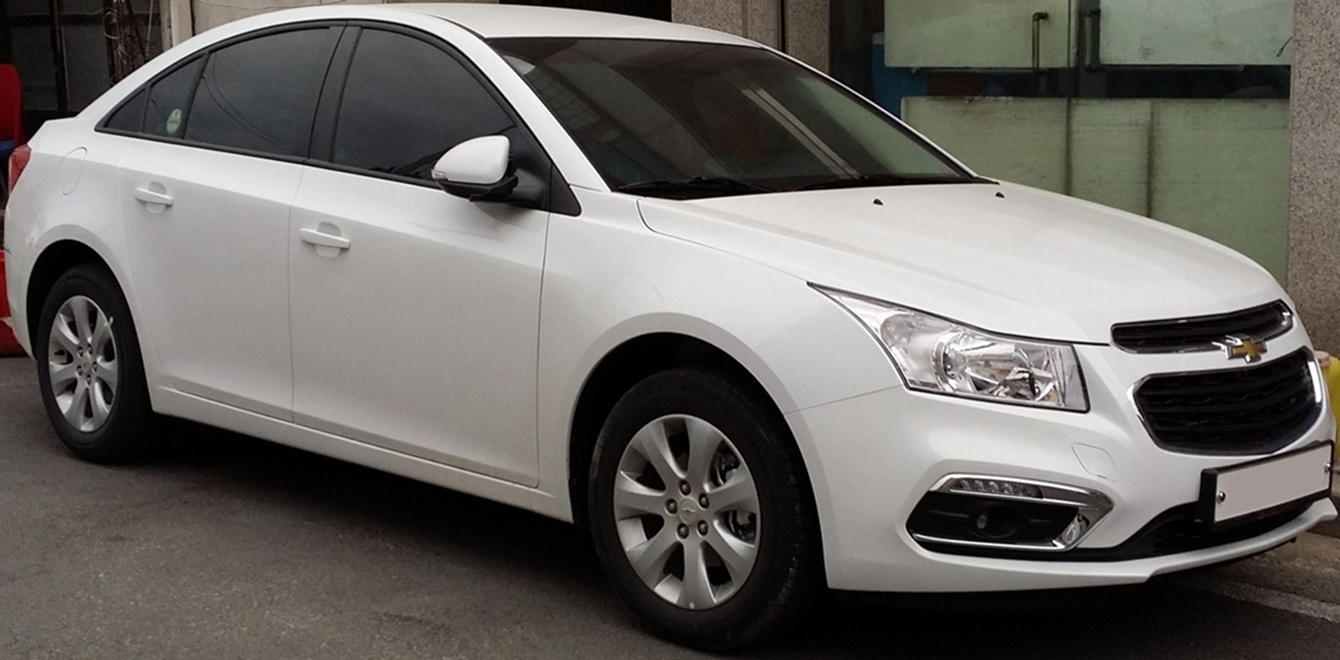
Chevrolet Cruze (з 2014)
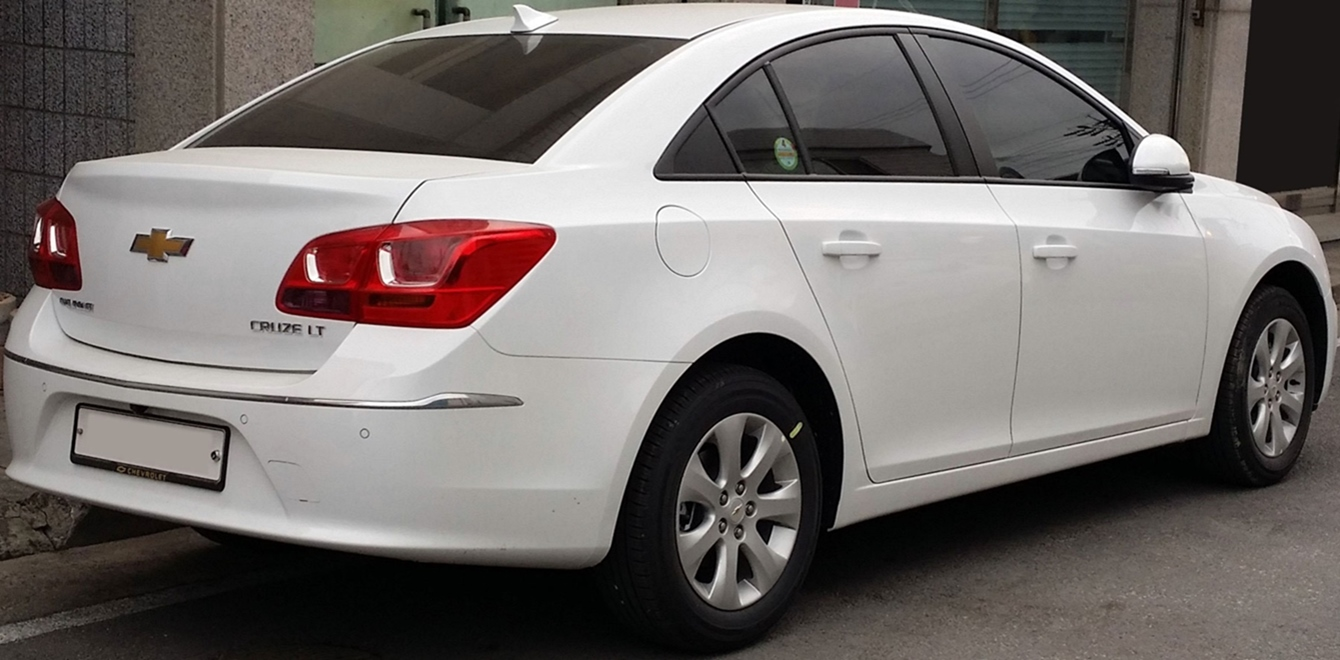
Chevrolet Cruze (з 2014)

### Технічні характеристики

#### Двигуни
- 1.4 л A14XER (LDD)	І4 100 к.с.
- 1.4 л LUJ I4 140 к.с.
- 1.4 л LUV I4 140 к.с.
- 1.6 л LDE I4 109-113 к.с.
- 1.6 л Ecotec I4 181 к.с.
- 1.8 л LUW I4 140 к.с.
- 1.8 л LWE I4 140 к.с.
- 1.8 л 2H0 I4 140 к.с.
- 1.6 л MDE I4 (diesel)
- 1.6 л LVL I4 136 к.с
- 1.7 л VCDi (GM) I4 diesel 129 к.с.
- 2.0 л LUZ (GM/Fiat) I4 diesel 151 к.с.
- 2.0 л VCDi (VM Motori) I4 diesel 148 к.с.
- 2.0 л VCDi (GM) I4 diesel 163 к.с.

#### Коробка передач
- механічна (п'ятиступінчаста)
- автоматична (шестиступінчаста) з можливістю ручного перемикання (також встановлюється на Opel Insignia)

#### Підвіска
- спереду McPherson з роздільним кріпленням пружин і амортизаторів, і алюмінієвими А-подібними важелями та гідроопорами (замість гумових сайлент-блоків)
- ззаду H-подібна балка кручення з парою пружин

#### Колірна гамма
Carbon Flash, Velvet Red, Super Red, Moroccan Blue, Atlantis Blue, Misty Lake, Poly Silver, Pewter Grey, Galaxy White, Light Gold, Technical Grey
| Результати Краш-тесту          |                |
| Зірки в Euro NCAP з Краш-тесту |                |
| Пасажири                       | 96% (35 балів) |
| Безпека дітей                  | 84% (41 балів) |
| Безпека пішоходів              | 34% (12 балів) |
| Активна безпека                | 71% (5 балів)  |

#### Безпека
За результатами краш-тесту відповідно до досліджень Euro NCAP проведених восени 2009 року Chevrolet Cruze отримав п'ять зірок за безпеку, з них за захист пасажирів він отримав 35 балів, що становить 96% від максимально можливого результату, за захист дітей 41 бал (84%), за безпеку пішоходів 12 балів (41%) і за активну безпеку 5 балів (71%).

## Третє покоління (2014―2023)

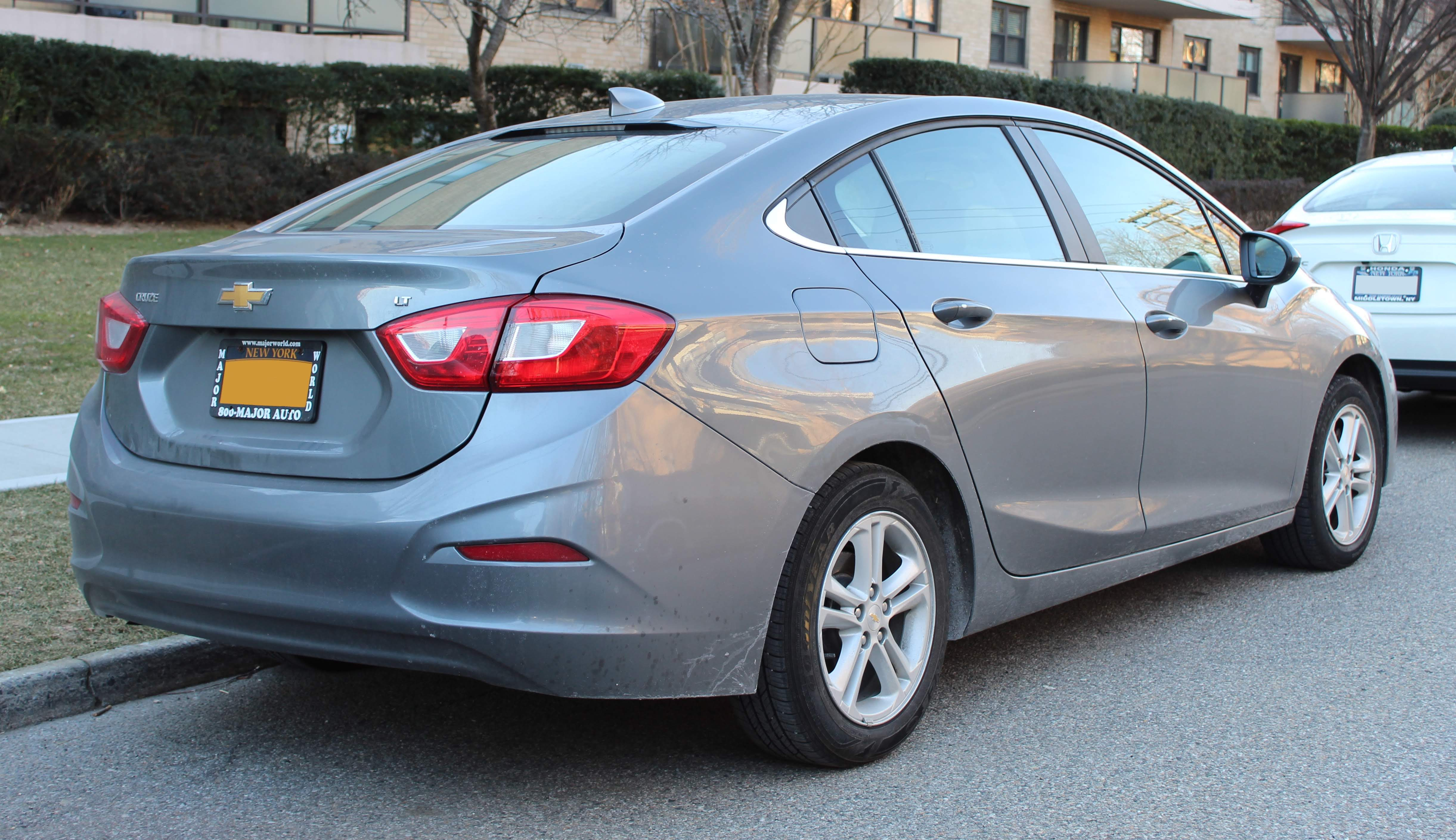
Chevrolet Cruze 3 для світового ринку

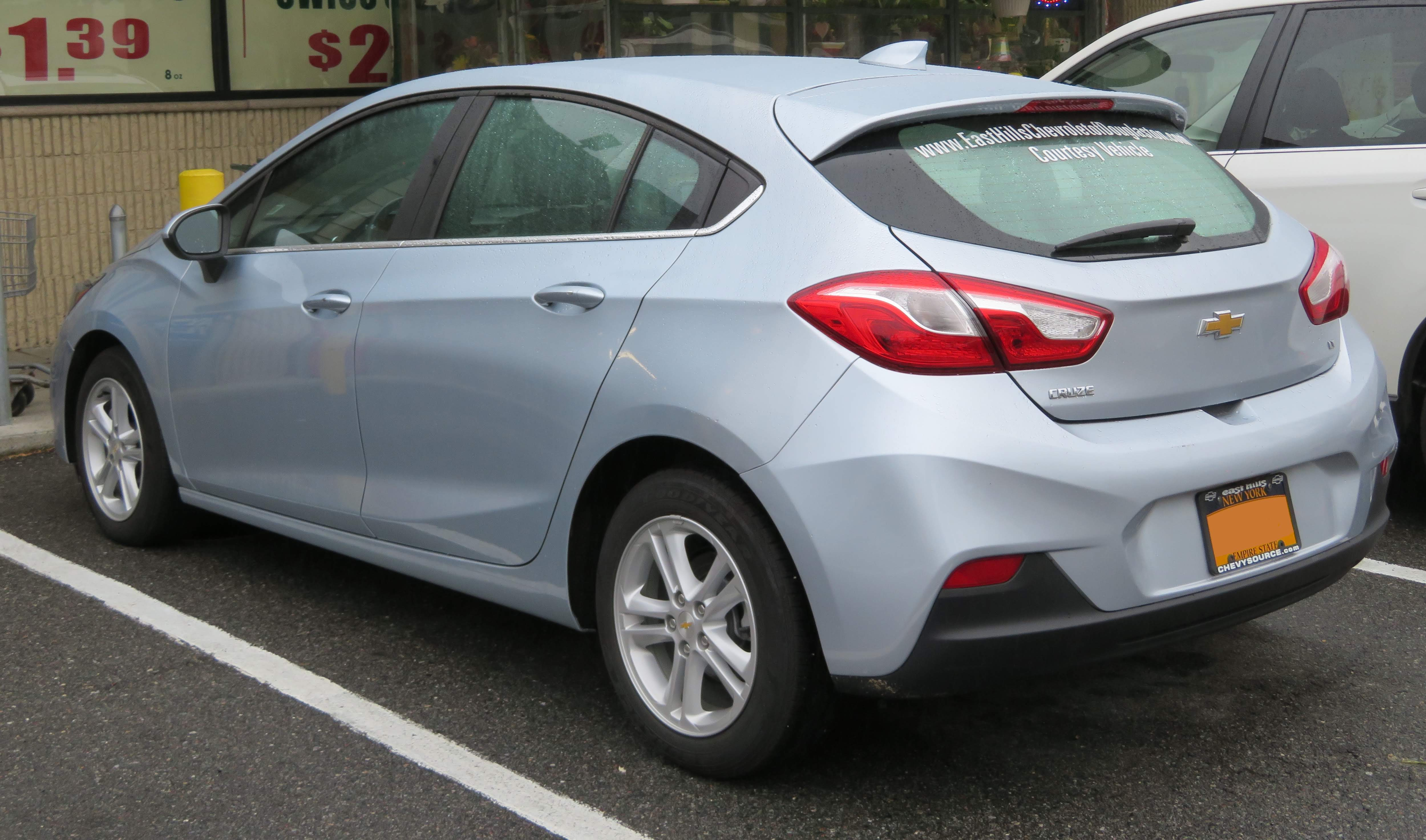
Chevrolet Cruze 3 хетчбек

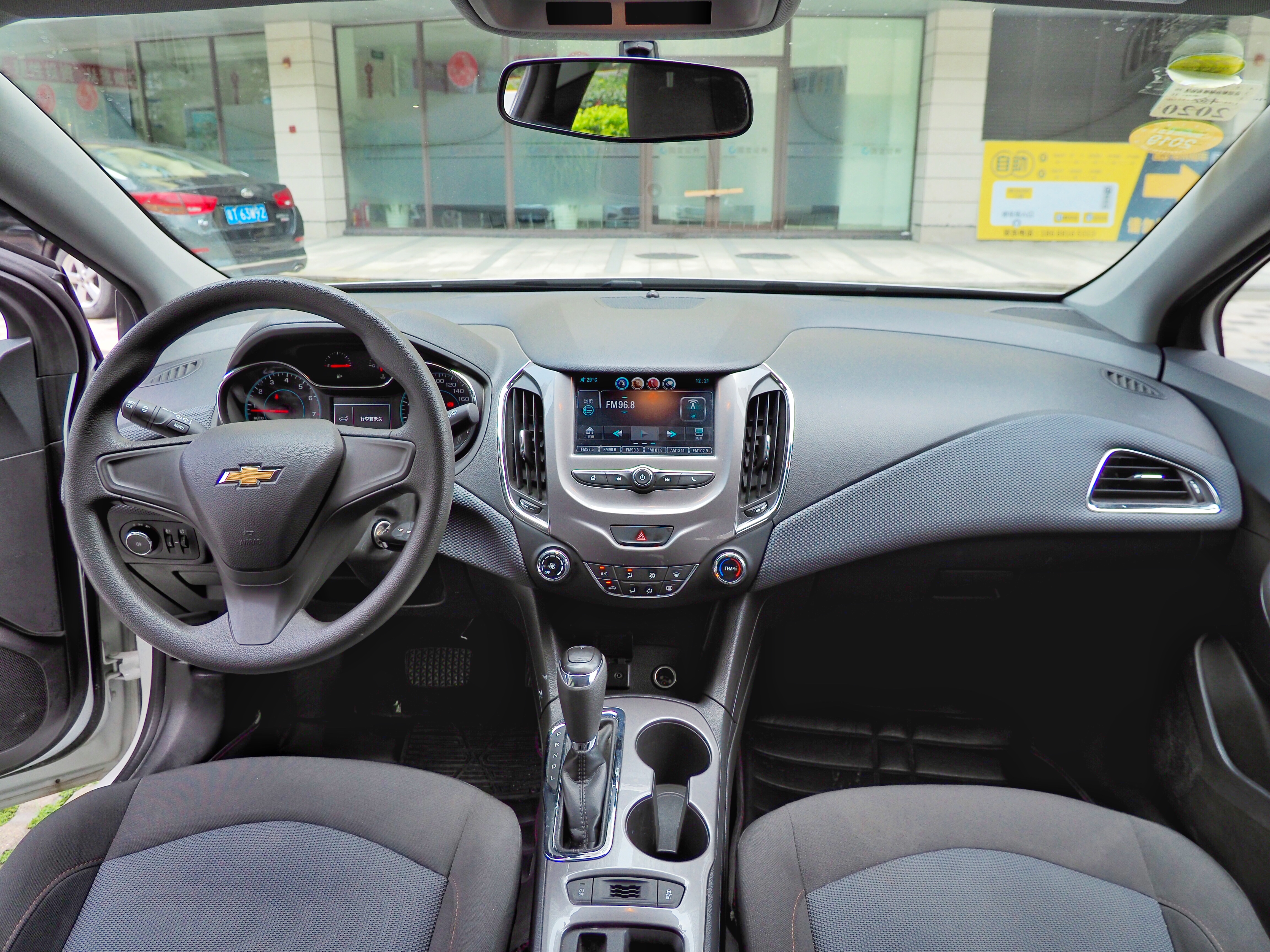

У квітні 2014 року в Пекіні дебютував Chevrolet Cruze третього покоління для китайського ринку, що виготовляється на спільному підприємстві Shanghai GM. Автомобіль збудовано на платформі D2XX, що й Opel Astra K, з двигуном 1,5 л.
В середині 2015 року дебютував седан Chevrolet Cruze третього покоління для світового ринку (індекс J400), що повністю відрізняється від китайської моделі. Також був представлений і хетчбек. Його прем'єра відбулася в Детройті в 2016 році. В цьому ж році в Китаї припинили виробництво місцевої моделі, замінивши її інтернаціональною.
Світовий автомобіль збудовано на тій ж платформі D2XX, але він оснащується 1,4 л бензиновим та 1,6 л дизельним двигунами. Автомобіль продається з 6-ступінчастою механічною і автоматичною, а також роботизованою коробками передач. турбодвигуном 1,4 л, витрачає 5,88 л палива на 100 км по автомагістралі. 
Салон отримав 7-дюймовий сенсорний дисплей інформаціно-розважальної системи MyLink. З'явились роз'єми AUX і USB для зчитування медіафайлів (аудіо, фото та відео) і підзарядки від бортової мережі автомобіля. У звичайному положенні багажний відсік має об'єм 500 літрів. Якщо ж скласти другий ряд, отримуємо рівну площину з об'ємом 1 478 літрів — середній показник як для універсалів С-класу.
Chevrolet Cruze вирізняється своєю комфортною та  безшумною їздою, внутрішнім обладнанням, включно із точкою доступу Wi-Fi, та своїм консервативним і, в той же час, привабливим дизайном. Cruze випущено у 5 основних версіях: L, LS, LT, Premier та LT Diesel.
- Комплектації L і LS доступні як седани, оснащені 1,4-літровим рядним чотирициліндровим двигуном, який може видавати 153 к.с.
- Рівні комплектації LT і Premier доступні як седан або хетчбек, оснащені тим самим 1,4-літровим рядним чотирициліндровим двигуном, що й базові комплектації, але з іншою та кращою економією палива.
- LT Diesel доступний як седан або хетчбек, оснащений 1,6-літровим рядним чотирициліндровим двигуном, який може видавати 137 к.с. і має змішану економію палива 37 миль на галлон.[5]

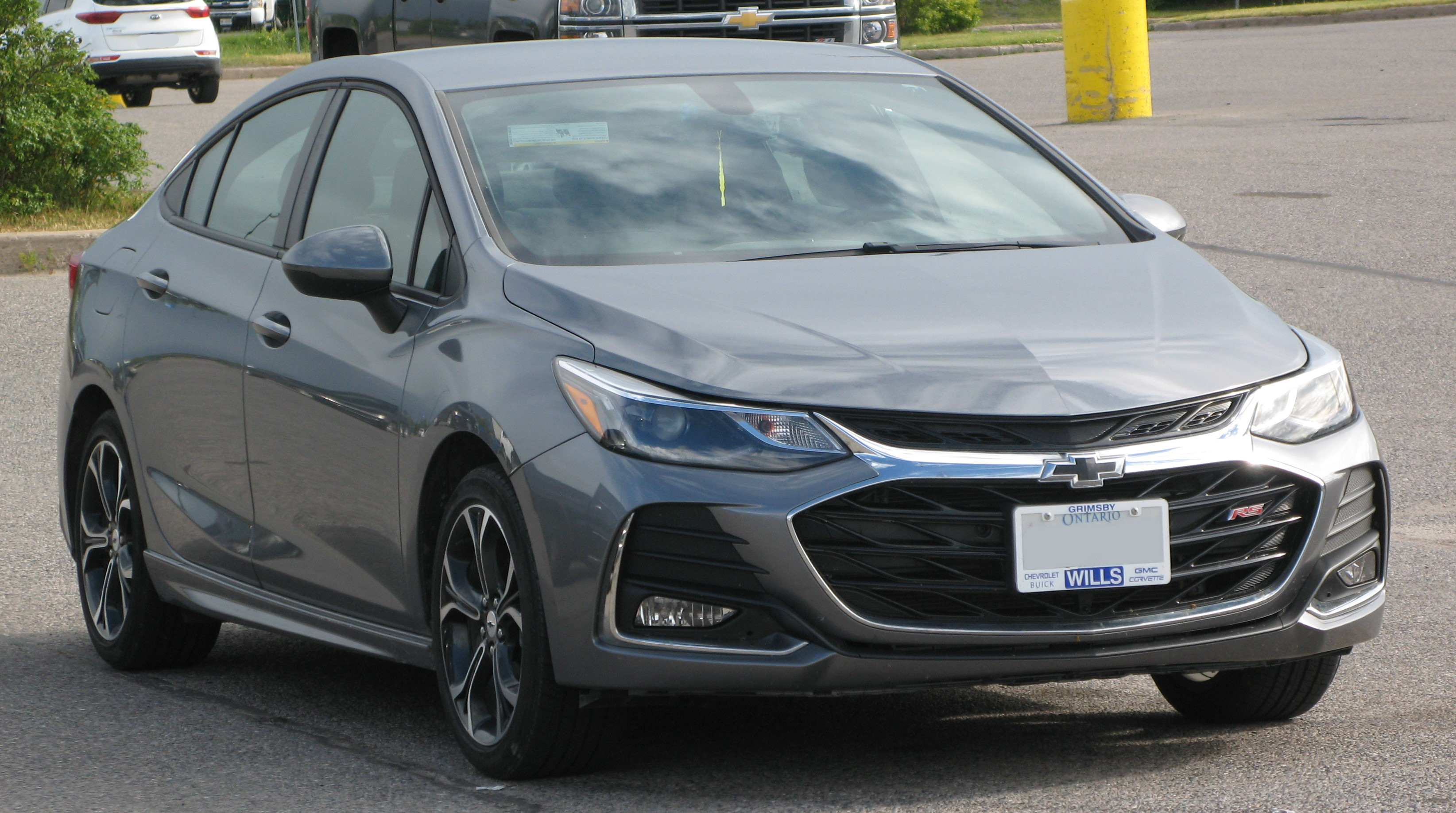
Chevrolet Cruze 3 для світового ринку (2019-2023)
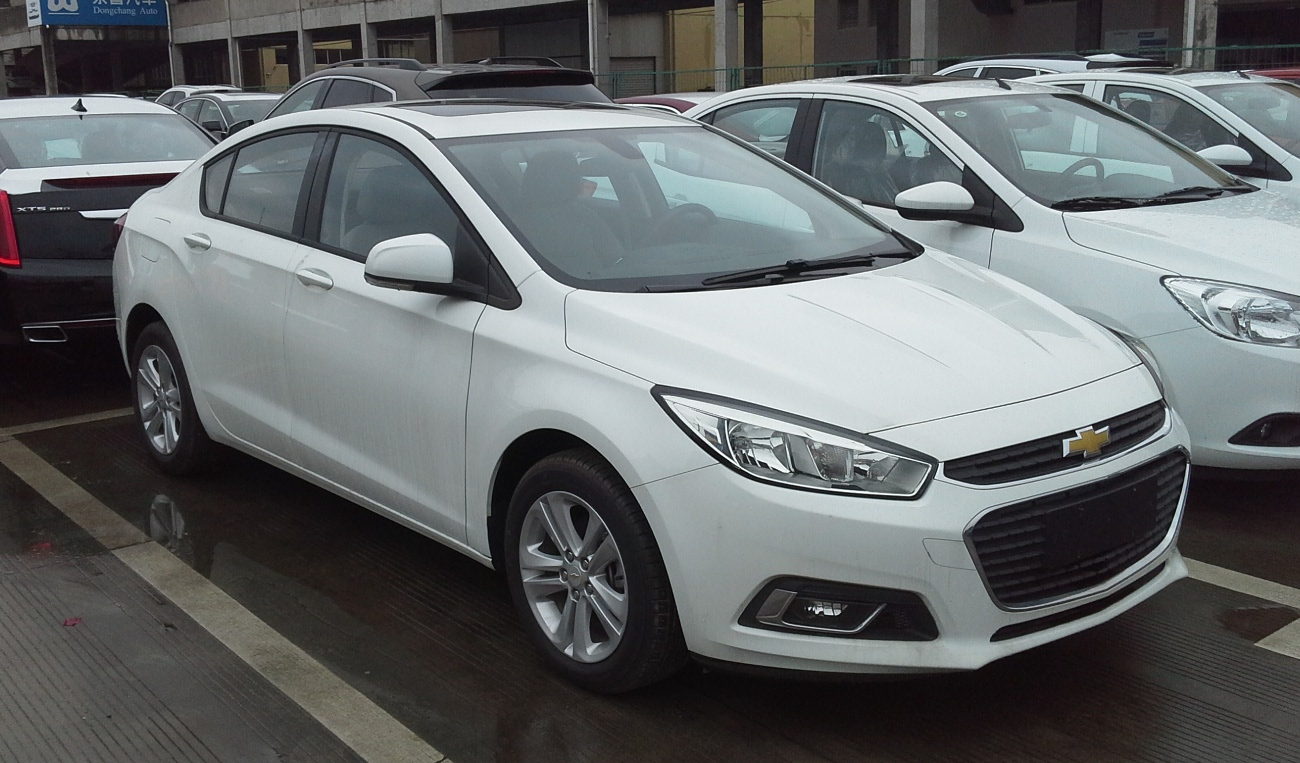
Chevrolet Cruze 3 для китайського ринку
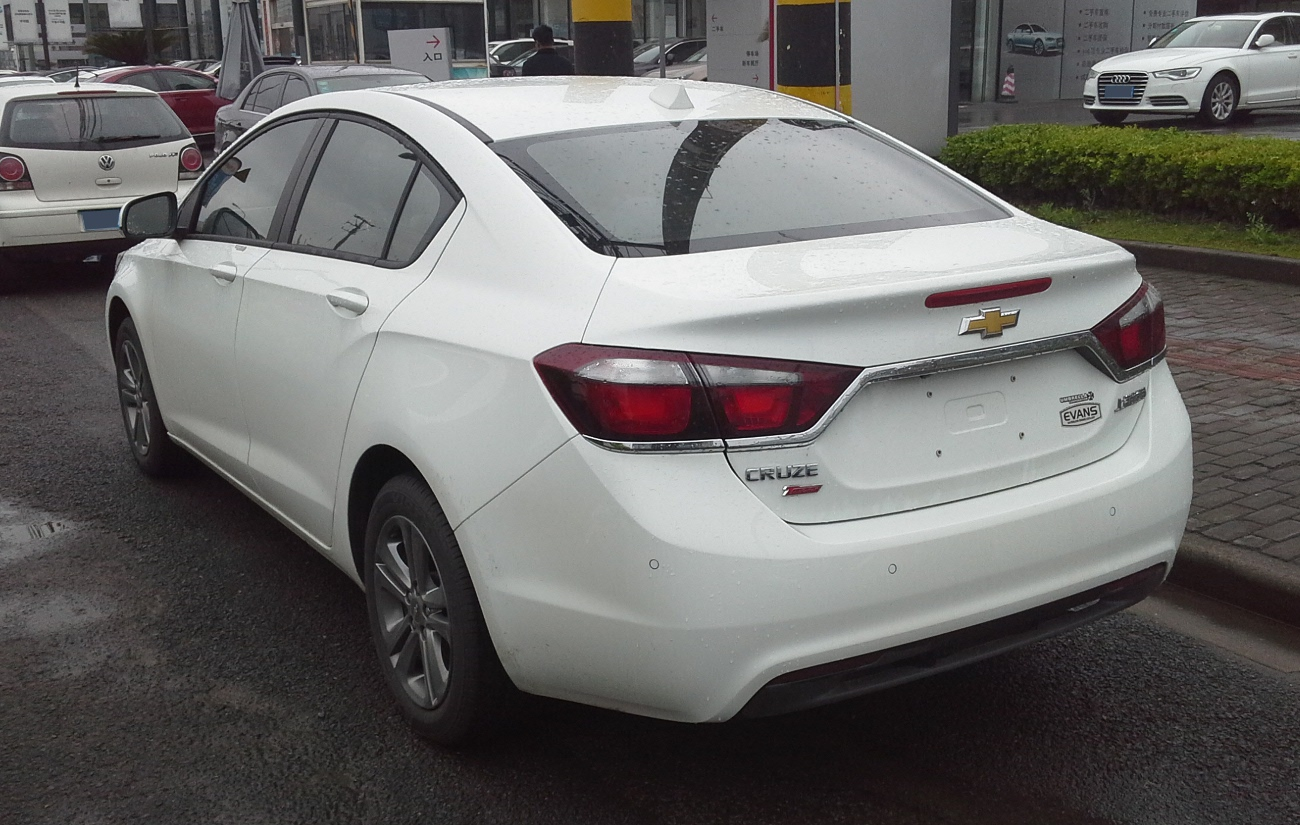
Chevrolet Cruze 3 для китайського ринку

### Двигуни
- 1.4 л LE2 I4 150 к.с.
- 1.5 л SGE I4 114 к.с. (Китай)
- 1.6 л MDE I4 diesel 139 к.с.

## Продажі
За країнами
| Рік  | Австралія | Китай   | США     | Бразилія | Таїланд |
| ---- | --------- | ------- | ------- | -------- | ------- |
| 2009 | 12,590    | 92,190  |         |          |         |
| 2010 | 28,334    | 187,737 | 24,495  |          |         |
| 2011 | 33,784    | 221,196 | 231,732 | 9,402    |         |
| 2012 | 29,161    | 232,592 | 237,758 | 52,696   |         |
| 2013 | 24,421    | 246,890 | 248,224 | 48,995   |         |
| 2014 |           | 265,993 | 273,060 | 41,557   | 1,725   |
| 2015 |           | 246,088 | 226,602 | 20,601   | 595     |
| 2016 |           | 189,106 | 188,876 | 15,651   | 271     |
| 2017 |           | 82,836  | 184,751 |          | 187     |
| 2018 |           | 46,531  | 142,617 |          | 13      |
| 2019 |           | 10,538  | 47,975  |          |         |
| 2020 |           |         | 405     |          |         |

Найбільші ринки
| 10 кращих ринків збуту Cruze станом на серпень 2014 року | 10 кращих ринків збуту Cruze станом на серпень 2014 року | 10 кращих ринків збуту Cruze станом на серпень 2014 року | 10 кращих ринків збуту Cruze станом на серпень 2014 року | 10 кращих ринків збуту Cruze станом на серпень 2014 року | 10 кращих ринків збуту Cruze станом на серпень 2014 року | 10 кращих ринків збуту Cruze станом на серпень 2014 року | 10 кращих ринків збуту Cruze станом на серпень 2014 року |
| рейтинг                                                  | країна                                                   | сукупний обсяг продажів                                  | % від глобальних продажів                                | рейтинг                                                  | країна                                                   | сукупний обсяг продажів                                  | % від глобальних продажів                                |
| -------------------------------------------------------- | -------------------------------------------------------- | -------------------------------------------------------- | -------------------------------------------------------- | -------------------------------------------------------- | -------------------------------------------------------- | -------------------------------------------------------- | -------------------------------------------------------- |
| 1                                                        | КНР                                                      | 1,130,000                                                | 37.7                                                     | 6                                                        | Південна Корея                                           | 73,000                                                   | 2.4                                                      |
| 2                                                        | США                                                      | 900,000                                                  | 30.0                                                     | 7                                                        | Мексика                                                  | 50,000                                                   | 1.7                                                      |
| 3                                                        | Росія                                                    | 195,000                                                  | 6.5                                                      | 8                                                        | Туреччина                                                | 30,000                                                   | 1.0                                                      |
| 4                                                        | Бразилія                                                 | 134,000                                                  | 4.5                                                      | 9                                                        | Індія                                                    | 28,000                                                   | 0.9                                                      |
| 5                                                        | Канада                                                   | 123,000                                                  | 4.1                                                      | 10                                                       | ПАР                                                      | 27,000                                                   | 0.9                                                      |

## Зноски
1. ↑  Chevrolet показала нові Cruze і Aveo. Архів оригіналу за 4 березня 2011. Процитовано 11 травня 2011.
2. ↑  Crash-Test Chevrolet Cruze [Архівовано 10 лютого 2010 у Wayback Machine.] (Euro NCAP 2009)
3. ↑  Битва за респект. Архів оригіналу за 10 березня 2010. Процитовано 16 березня 2010.
4. ↑  Тест-драйв Chevrolet Cruze: дружеский американский привет [Архівовано 18 жовтня 2019 у Wayback Machine.](рос.)
5. ↑  ALL YOU NEED TO KNOW ABOUT THE 2018 CHEVROLET CRUZE. Процитовано 15 серпня 2018.
6. ↑  Архівована копія. Архів оригіналу за 12 січня 2020. Процитовано 9 травня 2020.{{cite web}}:  Обслуговування CS1: Сторінки з текстом «archived copy» як значення параметру title (посилання)
7. ↑  Source: Fenabrave. Архів оригіналу за 18 серпня 2000. [Архівовано 2000-08-18 у Wayback Machine.]
8. ↑  Hammerton, Ron (8 січня 2010). Adelaide-built Holden Commodore best-selling car 15 years in a row. The Advertiser. Архів оригіналу за 22 липня 2013. Процитовано 6 січня 2011. [Архівовано 2013-09-02 у Wayback Machine.]
9. ↑  Martin, Stuart (6 січня 2011). VFACTS: Cars lose more ground to SUVs, LCVs. GoAuto. John Mellor. Архів оригіналу за 8 травня 2013. Процитовано 6 січня 2011.
10. ↑  General Motors 2010 Calendar Year Sales Up 21 Percent; December Sales Increase 16 Percent – Best Month of 2010 (Пресреліз). General Motors. 4 січня 2011. Процитовано 2 грудня 2018.
11. ↑  One million new cars for 2011. Drive. 5 січня 2012. Процитовано 27 травня 2012.[недоступне посилання з 01.06.2019]
12. ↑  General Motors 2011 Calendar Year Sales. Архів оригіналу за 2 липня 2013. Процитовано 10 вересня 2019.
13. ↑  Car sales 2012: Small cars dominant at the top – CarAdvice. Архів оригіналу за 24 лютого 2015. Процитовано 9 травня 2020.
14. ↑  GM 2012 Sales: Chevrolet Silverado, Volt End Strong – GM Sells One Million 30-MPG Cars. 3 січня 2013. Архів оригіналу за 9 липня 2015. Процитовано 9 травня 2020.
15. ↑  Car sales 2013 : Toyota Corolla steals title of Australia's most popular car – CarAdvice. Архів оригіналу за 24 лютого 2015. Процитовано 9 травня 2020.
16. ↑  GM U.S. Deliveries for December 2013 (PDF). General Motors. 3 січня 2014. Архів оригіналу (PDF) за 7 серпня 2017. Процитовано 6 січня 2014.
17. ↑  General Motors Sets Sales Records in China. Архів оригіналу за 13 лютого 2020. Процитовано 9 травня 2020.
18. 1 2  Архівована копія (PDF). Архів оригіналу (PDF) за 29 січня 2016. Процитовано 9 травня 2020.{{cite web}}:  Обслуговування CS1: Сторінки з текстом «archived copy» як значення параметру title (посилання)
19. ↑  Sales Report เจาะลึกยอดขายรถยนต์รวมปี 2557 ที่ละเอียดที่สุดในไทย. 1 лютого 2015. Архів оригіналу за 11 грудня 2020. Процитовано 10 вересня 2019.
20. ↑  Exclusive Sales Report เจาะลึกยอดขายรถยนต์รวม ปี 2558 / 2015 ที่ละเอียดที่สุดในไทย. 10 червня 2016. Архів оригіналу за 14 жовтня 2020. Процитовано 10 вересня 2019.
21. ↑  Архівована копія (PDF). Архів оригіналу (PDF) за 4 січня 2018. Процитовано 9 травня 2020.{{cite web}}:  Обслуговування CS1: Сторінки з текстом «archived copy» як значення параметру title (посилання)
22. ↑  Sales Report เจาะลึกยอดขายรถยนต์ ธันวาคม 59 - สรุปยอดรวมปี 2559 / 2016 แบ่งตาม Segment. 26 січня 2017. Архів оригіналу за 30 грудня 2020. Процитовано 10 вересня 2019.
23. ↑  Архівована копія (PDF). Архів оригіналу (PDF) за 21 січня 2021. Процитовано 9 травня 2020.{{cite web}}:  Обслуговування CS1: Сторінки з текстом «archived copy» як значення параметру title (посилання)
24. ↑  Sales Report เจาะลึกยอดขายรถยนต์ ธันวาคม 60 - สรุปยอดรวมปี 2560 / 2017 แบ่งตาม Segment. 29 січня 2018. Архів оригіналу за 24 жовтня 2020. Процитовано 10 вересня 2019.
25. ↑  GM’s U.S. Crossover Sales Topped 1 million in 2018. media.gm.com. 3 січня 2019. Процитовано 10 вересня 2019.
26. ↑  GM U.S. Deliveries for Quarter 4 2019 (PDF). 3 січня 2020. Архів оригіналу (PDF) за 3 січня 2020. Процитовано 9 травня 2020.
27. ↑  GM U.S. Deliveries for Quarter 1 2020 (PDF). 1 квітня 2020. Архів оригіналу (PDF) за 9 травня 2020. Процитовано 9 травня 2020.
28. ↑  Philippe Crowe (29 серпня 2014). 3 Million Cruze Sedans Sold Worldwide. HybridCars.com. Архів оригіналу за 30 грудня 2014. Процитовано 31 серпня 2014.